# Michael Rutt
Michael Rutt (né le 28 octobre 1987) est un athlète américain, spécialiste du 800 mètres.

## Biographie
Il se classe sixième du 800 mètres lors des championnats du monde en salle de 2012, à Istanbul.
En 2014, il remporte la médaille de bronze du relais 4 × 800 mètres lors des premiers relais mondiaux de l'IAAF, à Nassau aux Bahamas, en compagnie de Robby Andrews, Brandon Johnson et Duane Solomon.

## Palmarès
| Date | Compétition                    | Lieu     | Résultat | Épreuve   | Temps         |
| ---- | ------------------------------ | -------- | -------- | --------- | ------------- |
| 2012 | Championnats du monde en salle | Istanbul | 6e       | 800 m     | 1 min 51 s 47 |
| 2014 | Relais mondiaux de l'IAAF      | Nassau   | 3e       | 4 × 800 m | 7 min 9 s 06  |

### Records
| Épreuve | Performance   | Lieu               | Date           |
| ------- | ------------- | ------------------ | -------------- |
| 800 m   | 1 min 45 s 08 | Los Angeles        | 17 mai 2013    |
| 1 500 m | 3 min 40 s 46 | Lignano Sabbiadoro | 8 juillet 2014 |